# کارگروه تعیین مصادیق محتوای مجرمانه
کارگروه تعیین مصادیق مجرمانه در سال ۱۳۸۷ و در پی تصویب قانون جرایم رایانه‌ای در مجلس شورای اسلامی و تأیید آن توسط شورای نگهبان، بنیان‌گذاری شد. این کارگروه که زیر نظر دادستان کل کشور فعالیت می‌کند، متشکل از ۱۲ نفر می‌باشد که ۶ نفر از آن از طرف قوه مجریه و ۲ نفر نیز از جانب قوه مقننه معرفی می‌شوند. بر اساس قوانین جرایم رایانه‌ای، اعضای این کارگروه موظفند هر۲ هفته یکبار تشکیل جلسه دهند و در این جلسات در خصوص فیلتر شدن وبگاه‌های مختلف، بحث و تبادل نظر و رای‌گیری می‌شود.

## وظایف و اعضاء
این کارگروه بر اساس ماده ۲۲ قانون جرائم رایانه‌ای تشکیل و مسئولیت نظارت بر فضای مجازی و پالایش تارنماهای حاوی محتوای مجرمانه و رسیدگی به شکایات مردمی را به عهده دارد.
اعضای این کارگروه عبارتند از:
1. دادستان کل کشور (رئیس کارگروه)
2. وزیر ارتباطات و فناوری اطلاعات یا نمایندهٔ وی
3. وزیر فرهنگ و ارشاد اسلامی یا نمایندهٔ وی
4. وزیر علوم، تحقیقات و فناوری یا نمایندهٔ وی
5. وزیر آموزش و پرورش یا نمایندهٔ وی
6. وزیر دادگستری یا نمایندهٔ وی
7. وزیر اطلاعات یا نمایندهٔ وی
8. رئیس سازمان صدا و سیما یا نمایندهٔ وی
9. فرمانده کل انتظامی
10. یک نفر خبره در فناوری اطلاعات و ارتباطات به انتخاب کمیسیون صنایع و معادن مجلس شورای اسلامی
11. یک نفر از نمایندگان عضو کمیسیون قضائی و حقوقی به انتخاب این کمیسیون به تأیید مجلس شورای اسلامی
12. رئیس سازمان تبلیغات اسلامی[۳]

## سامانه فیلترینگ فوری سایت های قمار و شرط بندی ایران هشدار
کارگروه تعیین مصادیق محتوای مجرمانه با رویکرد مدیریتی جدید اقدام به طراحی وب سایتی  نموده که در آن امکان گزارش و فیلتر سایت های قمار و شرط بندی وجود دارند.

## هک سرور
در تاریخ ۱۴ آبان ماه ۱۴۰۱ مصادف با اعتراضات سراسری در ایران و فیلترینگ شدید، سرور ایمیل «کارگروه تعیین مصادیق محتوای مجرمانه» از سوی گروه انانیموس هک و مکاتبات و اسناد داخلی دادستانی در خصوص مدیریت فیلترینگ اینترنت منتشر شد.